# Organizacija proizvođača fonograma Srbije
La Organizacija proizvođača fonograma Srbije (OFPS; in serbo Организација произвођача фонограма Србије?) è un'organizzazione non governativa non a scopo di lucro atta a tutelare l'industria musicale della Serbia e i musicisti, interpreti, autori e compositori che ne fanno parte. È membro dell'International Federation of the Phonographic Industry.